# Abraham Nathaniel Spanel
Abraham Nathaniel Spanel ou Abraham Spanel, né à Odessa (Ukraine) le 15 mai 1901 et mort à Princeton, New Jersey (États-Unis) le 30 mars 1985, est un inventeur, industriel, milliardaire et philanthrope américain connu pour sa francophilie.

## Un homme d'affaires philanthrope
Abraham N. Spanetl est né à Odessa (Russie), aujourd'hui en Ukraine, le 15 mai 1901 et mort à Princeton, New Jersey (États-Unis) le 30 mars 1985. L'enfant et sa famille fuient  les pogroms russes et arrivent à Paris en 1905, où ils séjournent. Son père est tailleur et sa mère blanchisseuse. En 1911 la famille s'installe à Rochester, près de New York.
Classiquement il débute en vendant des journaux mais il va étudier à l'université, notamment la chimie. Très vite millionnaire grâce au succès de sa première entreprise, la Manufacturing Company Vacuumizer, il fonde en 1932, la Latex Corporation International, spécialisée dans les sous-vêtements utilisant le latex, mais qui travaillera également pour l'armée et l'équipement ménager. Lors de la Seconde Guerre mondiale il reverse à des œuvres 1,5 million de dollars perçus grâce à ses contrats avec l'armée, notamment pour la fourniture du préservatif dont il est le "roi". Il crée en 1954, le soutien-gorge « Cœur croisé », premier à être vendu sous une marque propre, et à faire l'objet de publicités télévisuelles.
À sa mort, il laisse plus de 2 000 brevets et fut un inventeur dans des domaines très variés mais surtout pour les applications du caoutchouc, d'où une fortune considérable.
En 1975, il prend sa retraite de la Latex Corporation International, devenue Playtex International Corporation, mais conserve la tête de la Fondation Spanel et Spanel International Ltd. Il aide le financement de la recherche médicale, en particulier pour les enfants, à travers la Spanel Foundation for Cancer Research et le Playtex Park Research Institute. Il appuie également la création de l’État d'Israël. Il achète régulièrement des encarts dans la presse américaine pour publier ses opinions sur les affaires internationales, notamment en faveur des relations franco-américaines.

## Francophilie
La France était le seul pays d'Europe à avoir accueilli correctement les exilés Spanel. Aussi, fidèle à une promesse de sa mère qui lui avait dit « Si tu deviens riche, n'oublie jamais les Français », Abraham Spanel publie dans la presse des encarts publicitaires pour remercier son premier pays d'accueil. Il consacre l'équivalent d'un milliard et demi de francs (anciens) à cette propagande bénévole .
Aussi en remerciement, Louis Merlin dirigeant d'Europe N°1 et Pierre Bellemare, qui anime l'émission radiophonique « Vous êtes formidables » ont l'idée de demander aux auditeurs le 22 janvier 1957 d'envoyer une carte postale représentant un site français à Abraham N. Spanel . Plus de 500 000 cartes postales sont ainsi réunies dans 14 sacs postaux que le facteur de Lafayette (Chavaniac-Lafayette en Haute-Loire), Abel Charbonnier, est chargé de lui amener à New York à la fin du même mois. Onze villes américaines du nom de Lafayette sont ainsi visitées par le facteur et le succès est considérable. Cette tournée de propagande permet également d'occulter aux États-Unis l'impact des délibérations de l'ONU sur l'Algérie alors française .
Au milieu des années 1950, ce francophile veut faire ériger dans le port de Cherbourg une réplique de la statue de la Liberté, pendant de celle située à l'entrée du port de New York. Le projet, qui semble réalisable grâce à la fortune du milliardaire Abraham Spanel, est finalement abandonné.

## Distinctions et hommages
- Commandeur de la Légion d'honneur et vice-président de l'American Society of the French Legion of Honor.
- Citoyen d'honneur de la ville de Cherbourg par une délibération du conseil municipal, approuvée par un arrêté du ministre de l'Intérieur du 19 décembre 1957. Le milliardaire américain donne son nom à une résidence HLM de Cherbourg, la cité Charcot-Spanel, dont le premier bâtiment est inauguré par René Schmitt le 20 septembre 1957.